# 묘청의 난
묘청의 난(妙淸-亂, 1135년 1월 19일(음력 1월 4일) ~ 1136년)은 고려 인종 때 승려 묘청 등의 금국정벌론과 서경 천도론이 개경 귀족들의 방해로 무산되자 서경(西京)에서 국호를 대위(大爲), 연호를 천개(天開), 군호(軍號)를 천견충의군(天遣忠義軍)이라 하여 대위국(大爲國)을 선언하고 일으킨 반란이다. 대위국이라는 새로운 국가이념 차원의 반란은 김부식이 지휘하는 진압군의 공격을 받고 내부 분열을 일으키기도 했으나, 1년간 치열하게 지속되었다.
일제강점기의 독립운동가이자 민족주의 사학의 선구자인 단재 신채호는 묘청의 난을 두고 '조선 역사상 1천년래 제1대 사건'이라 했다.

## 배경
서경천도론을 처음 내세운 사람은 묘청이었다. 그는 일관 백수한을 제자로 삼고 이른바 음양비술이라고 일컫는 풍수설을 바탕으로 서경세력들을 규합하고 있었다. 그 결과 정지상을 비롯하여 내시낭중 김안, 홍이서, 이중부, 문공인, 임경청 등이 묘청의 풍수설에 매혹되었다.
그는 유교를 신봉하는 관료들의 사대적이고 유약한 태도를 비판하면서 칭제건원, 즉 중국처럼 왕을 황제라 부르고 연호도 중국 것이 아니라 독자적인 연호를 사용해야 한다고 했다. 그는 풍수지리사상에 입각하여 개경은 이미 지세가 다 했고, 서경의 임원역에 궁궐을 지으면 36방의 주변국들이 모두 머리를 조아릴 것이라며 왕을 설득했다.
북방에서는 여진족이 힘을 길러 나라를 세우고 국호를 금(1115년)이라 한 다음 고려에게 형제관계를 맺자면서 스스로 형이라고 자처하고 있었다. 묘청은 이를 두고 당치도 않은 일이라며 금나라의 국서를 내칠 것을 주장했다.
여진족은 본래 압록강 연안 및 연해주 일대에 살면서 늘 고려에게 복속해오던 민족이다. 고려의 관료들은 이같은 민족적 치욕을 당하면서도 소극적 태도를 취할 뿐이었다. 묘청은 서경 천도와 아울러 금을 정벌할 것을 주장했다. 묘청 이외에도 정지상, 백수한 등이 칭제건원과 북벌에 적극 동조했다.

### 서경 천도 운동과 금국정벌론
이런 상황에서 개경에 기반을 둔 기존 세력이 아닌 서경의 신흥 세력이 부각되었다. 이들 서경 세력은 고려 4대 국왕 광종 이후 주도권을 개경과 개경 이남의 문벌 귀족 출신에게 빼앗긴 세력이었다. 특히 서경 출신이자 빼어난 시인으로 알려진 정지상은 이자겸 제거에 공을 세운 권신 척준경을 과감히 탄핵해 그를 귀양 보내는 데 공필선을 세웠다. 이로써 정지상은 인종(仁宗)의 최측근으로 부상했다. 정지상은 서경 출신의 승려인 묘청의 사상을 신봉했고, 묘청을 인종에게 소개하였다.
풍수지리설의 대가(大家)로 알려졌던 묘청은 풍수지리설에 따라, 고려가 어려움을 겪게 된 것은 수도인 개경의 지덕(地德)이 쇠약한 때문이라고 역설하였다. 따라서 나라를 중흥하고 국운을 융성하게 하려면 지덕이 왕성한 서경으로 수도를 옮겨야 한다는 것이었다. 지덕(地德)이 다한 개경을 버리고 서경으로 수도를 옮기면 금나라의 항복을 받아낼 수 있고, 중심국가가 될 수 있다고 묘청이 주장하였다. 묘청 일파는 역대 고려 사회의 민심을 지배해온 도참설에 의거하여, 인종의 용기를 북돋워 개경의 문벌 귀족 세력에 맞서 서경천도 운동을 추진하였다. 이들 개경의 문벌귀족 세력을 유교주의, 사대주의 세력 또는 “개경파”로, 묘청 일파를 국수주의, 배타주의(排他主義) 세력 또는 “서경파”로 일컫기도 한다.
당시 고려 사회에는 신라 말기 이래 풍수지리설이 크게 성행하고 있었기 때문에 묘청 등의 주장은 큰 호소력을 가지게 되었다. 1126년(인종 4) 정지상도 백수한과 더불어 묘청의 주장을 거들었다. 왕의 측근과 조정 대신들을 설득하여 묘청을 성현으로 추천하여 모든 정사의 최고 고문으로 삼을 것을 건의하기도 했다.
묘청은 곧 인종의 총애와 함께 많은 사람들의 지지를 받게 되었고, 묘청의 건의를 받아들인 인종은 1127년(인종 5) 이후 서경에 자주 거둥하였다. 이와 동시에 서경 천도는 곧 실현될 듯이 보였다. 처음에는 유신들이 의심하여 반대했으나 결국 그들이 내세운 풍수지리설에 설득 되어, 묘청 등은 인종의 서경행차에 성공하고 15조항의 유신정교(維新政敎)를 선포하였다.
1128년(인종 6) 묘청의 건의에 따라 임원역(林原驛)에 대화세(大花勢)가 있으므로 그곳에 신궁인 대화궁을 세우면 천하통일을 이루고, 금나라 및 그밖에 많은 나라가 고려에 항복하여 조공할 것이라 하여 서경 천도 운동에 박차를 가하였다. 당시 인종도 이자겸·척준경(拓俊京) 등의 난으로 궁궐이 소실되자 그해 11월부터 신궁 건설에 착수하게 되었다.

### 서경파와 개경파의 갈등
1131년(인종 9)에는 인종을 설복시켜 새 궁궐에 팔성당(八聖堂)을 신축하여 보살·석가·부동(不動) 등 8개의 상(像)을 그려서 안치시켰다. 이듬해 1132년 왕은 이자겸(李資謙)의 난으로 불타버린 채 있던 개경의 궁궐을 영수(營修)함에 있어 묘청과 그 일파들에게 궁터를 보게 하니, 묘청은 서경 천도를 목적으로 개경의 궁터가 서경의 그것보다 못하다고 역설하여 드디어 공사는 중지되고 왕은 묘청의 인도를 받으며 서경에 내려가 천도를 결정지으려 했으나, 김부식, 임원개, 이공승, 이지저(李之底) 등 사대적(事大的)인 개경의 귀족이 반대하여 중지되었다.
그 후 인종은 다시 개경으로 가서 머물다가 1132년 왕궁이 수축되자 서경행을 결심한다. 묘청은 인종을 수행하여 서경까지 갔다. 왕궁을 수축하자 다시 서경으로 행차하였는데, 이때 갑자기 폭우가 쏟아지고 돌풍이 불기 시작했다. 이때문에 인종을 태우고 가던 말들이 놀라 엉뚱한 곳으로 달려가 진창에 빠져버렸고, 호종하던 시종들은 왕의 행방을 잃고 찾아다니는 사태가 발생했다. 게다가 그날 밤 눈발이 날려 낙타가 죽고 말과 사람이 다치기도 했다. 서경 가는 길에 사고가 발생하자 개경파 귀족들에게 심한 비난을 받게 되었다.
이 사건으로 묘청을 배척하는 소리가 높아갔다. 1133년 직문하성 이중, 시어사 문공유 등이 상소하여 묘청을 비롯한 그 일당들을 멀리할 것을 상소하였지만 인종은 수용하지 않았다. 인종은 오히려 1134년 묘청을 삼중대통지 누각원사로 삼고 자색의 관복을 하사하였다. 인종의 신임을 확신한 묘청은 다시금 '칭제건원'을 상소하였지만 김부식이 이끄는 개경 세력의 반대로 받아들여지지 않았다. 이렇게 되자 조정은 묘청이 이끄는 서경세력과 김부식이 이끄는 개경 세력으로 분리되어 치열한 혈전을 벌였다.
그러나 귀족들의 반대에 부딪친 왕은 마음이 바뀌었다.

## 개경파의 반발과 천도운동의 좌절
그러나 당시 조정 안에는 서경 천도 계획에 반대하는 세력이 만만치 않았다. 김부식은 그 대표적 인물이었다. 이들은 정지상·묘청 등 서경파의 의도를 파악하고 있었다. 그러나 개경파의 반발에 초조해진 묘청 일파가 지나친 농간을 부린 것이 폭로되자 유신들의 강경한 반대가 대두되었다. 결국 인종은 서경 천도를 중지하라는 명령을 내렸다. 특히 묘청은 대화궁을 지으면 천하를 통일할 수 있고 금나라도 저절로 항복할 것이며, 그밖에 많은 나라가 와서 조공할 것이라고 장담하였으나, 준공 뒤에도 전혀 달라진 것이 없고, 오히려 자연재해가 잇따라 일어나기도 했다.
묘청은 상징 조작에 능했다. 이를 이용하여 인종의 총애를 받고 권력을 차지했다. 그러나 그 도가 지나쳐 오히려 신뢰를 잃게 되는 계기가 되었다. 한 가지 사례를 들면 다음과 같다.
1132년(인종 10년) 음력 2월, 인종이 묘청을 따르게 하고 서경으로 가던 중 큰 폭풍우를 만나 수많은 인마가 살상되고 인종을 비롯한 대소신료가 고초를 겪었다. 이에 묘청의 입장은 난처해졌다. 폭풍우와 고생이 묘청의 탓으로 여겨졌기 때문이다. 그러자 묘청은 무리수를 썼다. 기름이 들어간 떡을 강에 던졌던 것이다. 기름떡에서 흘러나온 기름이 수면에서 오색으로 빛났고, 묘청은 이를 용이 침을 토했기 때문이라고 해석했다. 이런 현상은 천 년에 한 번 있기도 힘든 상서로운 기운이라는 것이다. 묘청과 검교태사를 지낸 이재정 등 서경인 50여 명은 이때 금나라를 공격하자고 했다.
하지만 신중했던 인종은 결정을 미루고, 대신에 문공인과 참지정사 이준양에게‘용의 침’을 조사하게 했다. 그 결과‘용의 침’은 기름떡을 가지고 농간한 것임이 탄로났다. 묘청과 정지상 등의 정치적 위신은 크게 실추되고, 조정에서는 묘청 일파에 대한 숙청 요구가 잇따랐다. 그러나 인종은 용인하지 않았다. 오히려 얼마간은 서경의 대화궁에 행차할 것을 요청하는 묘청의 건의를 절반쯤 받아들여 옷만이라도 보내게 했다. 묘청이 무리하면서까지 대화궁 행차를 거듭 왕에게 청원한 것은 서경 천도를 기정사실화하고자 했던 때문이다.
이외에도 풍수지리상 명당이라던 대화궁이 벼락을 맞아 불탄다거나, 극심한 가뭄으로 인하여 많은 사람이 굶어죽기도 했으며, 또 대동강에서 뱃놀이하던 인종이 풍랑을 만나 큰 위험을 당하기도 했다. 이런 일이 계속되자, 인종도 묘청을 의심하지 않을 수 없었다.
이런 상황에서 이중(李仲)·문공유(文公裕) 등이 묘청 배척상소를 올렸으며, 이어서 임완(林完)이 시폐(時弊)를 통론하고, 마침내 개경파의 거두인 김부식이 서경 행차를 반대하는 상소를 올리니, 그에 인종이 서경 천도를 중지하라는 명령을 내리는 결정적 사건이 발생한다.

## 경과

### 묘청의 반란
이렇게 사태가 반전되자 묘청은 1135년(인종 13년) 정월 어서경의 분사시랑 조광(趙匡) 및 병부상서 유참 등과 반기를 들고 개경의 중앙 정부에서 파견된 부류현(副留縣) 수령 이하 관리들과 상경인(上京人)으로서 서경에 와 있던 사람을 모조리 잡아 가두었다.
한편, 자비령 이북의 길을 막고 서북면의 모든 관청, 즉 주군수까지의 관리들을 서북인만으로 충당시킨 다음 서북면 안에 있는 모든 고을의 군대를 서경에 집결하게 하고 국호를 대위국(大爲國), 연호를 천개(天開), 군대의 호칭을 천견충의군(天遣忠義軍)이라고 하였다. 이어 개경으로 진격해 들어갈 뜻을 밝혔다.

### 정부군의 진압
인종은 사신을 보내 반란을 멈출 것을 권유했으나, 묘청 일파는 왕을 바꾸기 위해 일어난 반란이 아니며, 서경으로 천도하면 다시 충성할 것이라고 답했다. 그러나 조정에서는 신하가 군주를 오라가라 할 수 없다며, 이를 역모로 규정하고 토벌해야 한다고 주장하였다. 결국 조정에서는 김부식을 평서원수로 하는 진압군을 파견하였다. 김부식은 출정에 앞서 개경에 남아 있던 묘청 일파인 정지상·백수한·김안(金安) 등을 참수하였다.
김부식은 좌·중·우 3군을 지휘하여 서북면으로 진격하였다. 평산역―관산역―사암역을 거쳐 성천에 이르렀다. 거기서 토적(討賊)의 격문을 발하여 여러 성에 보내어 서경 주위의 여러 성(城)을 산하에 끌어들여서 이들을 달래었다. 다시 3군을 지휘하여 연주(連州)를 거쳐 안북대도호부에 다다랐다. 그 과정에 많은 성들이 중앙정부군(진압군)에 호응·협력하게 되어 정세는 진압군에게 유리하게 되었다.
진압군은 서경을 먼저 공격하는 것이 아니라 주변 지역을 제압하여 서경을 고립시키는 데 주력했다. 이윽고 서경 주변 지역에 대한 제압이 끝나자 그제야 진압군은 서경을 포위하였다.
서경에는 7∼8차례 사람을 보내어 항복을 권유하였다. 승산이 없음을 안 조광 등이 묘청과 유참, 유참의 아들 유호(柳浩)의 목을 베어 분사대부 윤첨(尹瞻)을 고려 조정에 보내 항복의 뜻을 표시하고 죄를 용서해줄 것을 요청하였다. 그러나 고려 중앙정부에서는 조광 등의 죄를 가볍게 받아들이지 않기로 했고, 윤첨을 옥에 가두었다. 이 사실을 안 조광은 빠져나갈 길이 없다고 판단하고, 끝까지 맞서 싸울 것을 결심한다. 그 뒤 개경 정부의 어떠한 회유 교섭도 단호하게 거절하였고, 인종과 김부식이 회유하기 위해 보낸 사절들도 죽였다.
묘청은 어이없이 죽었지만, 반란은 그 후 약 1년 동안 계속되었다. 진압군은 중·좌·우·전·후의 5군으로 나누어 평양성을 완전 포위하였으나, 반란군의 결사적인 항전으로 크게 고전하였다. 그러나 포위당한 평양성에서는 식량 부족으로 사기가 극도로 저하되고, 1136년(인종 14) 2월 진압군은 총공격을 감행하였다. 이미 식량도 사기도 떨어진 반란군은 진압군이 성으로 진입하자, 도망가기에 이르고 반란군의 수장인 조광 등이 스스로 몸을 불태워 목숨을 끊자, 성 안의 사람들이 장수 최영(崔永)을 붙잡아 정부군에 항복함으로써 반란은 끝났다.

## 평가
묘청의 난에 대한 평가는 찬반이 분명하다. 조선 말 일제 강점기 초기에 활동했던 신채호는 민족사관의 입장에서 묘청의 난을 일천년래 제일대사건으로 평가한다. 만일 성공했으면 조선사가 독립적 진취적으로 발전했으리라고 한탄한다(묘청 개인에 대하여는 광망하다는 표현을 쓰며 부정적이다). 그러나 이에 대한 반론도 적지 않다. 당시 개경세력과 이에  반발한 지방 세력(서경) 간에 권력투쟁일 뿐이며, 금국정벌론 등은 단지 명분뿐이라는 것이다.
이 서경천도운동은 그들의 공리심과 서경인의 기질 등이 작용하였음은 물론이나, 그밖에 그들의 정치적 혁신의 의욕도 간과할 수 없다. 당시 국내외의 정세에 비추어 개경의 타성적이며 부패한 귀족 사회의 생태를 좌시할 수 없어, 당시 인심을 지배하고 있던 음양도참설을 교묘히 이용하여 서경인 중심의 중흥정치를 베풀어 보고자 한 것이 그들의 당초의 이상이었다는 평가도 있다.

### 신채호의 평가
신채호는 한국 고유의 낭가사상이 묘청의 서경천도운동의 좌절로 단절되었다고 하였다.
서경 전역(戰域)을 역대의 사가들이 다만 왕사(王師)가 반적(反賊)을 친 전역으로 알았을 뿐이었으나, 이는 근시안의 관찰이다. 실상은 이 전역이 낭(郎)·불(佛) 양가 대 유가(儒家)의 싸움이며, 국풍파 대 한학파의 싸움이며, 독립당 대 사대당의 싸움이며, 진취 사상 대 보수 사상의 싸움이니, 묘청은 곧 전자의 대표요, 김부식은 후자의 대표였던 것이다. 이 전역에서 묘청 등이 패하고 김부식이 승리하였으므로 조선의 역사가 사대적·보수적·속박적 사상, 즉 유교 사상에 정복되고 말았거니와, 만일 이와 반대로 김부식이 패하고 묘청 등이 승리하였더라면 조선사가 독립적·진취적 방면으로 진전하였을 것이니, 이 전역을 어찌 ‘일천년래 제일대사건(一千年來第一大事件)’이라 하지 아니하랴.— 신채호, 《조선사연구초》

민족사학자 신채호는 묘청의 운동을 낭불양가 대 한학파의 싸움이며, 독립당 대 사대당의 싸움이고, 진취사상 대 보수사상의 싸움으로 규정한 바 있다. 그는 '우리 나라의 종교, 학술, 정치, 풍속이 사대주의의 노예가 된 원인이 바로 묘청의 서경천도운동이 실패한 데 있다.'고 하면서, 이 사건이 바로 고대 이래 전통적으로 내려오던 '진취적이고 독립적인 자주사상이 사대적 유교사상으로 바뀌는 전환점'이라 했다. 그에 따르면 '낭·불 양가 대 유가, 국풍 대 한학파, 독립당 대 사대당, 진취사상 대 보수사상의 전쟁이며 전자의 대표는 묘청, 후자의 대표는 김부식이다.
그는 묘청의 난이 실패로 돌아감으로써 유가의 사대주의가 득세하여 고구려적인 기상을 잃어버리게 되었다고 애석해 하기도 했다.

### 반론
묘청이 주장한 금국정벌론이 현실성이 없다는 평가다. 식민 치하에 있던 신채호가 묘청을 적극적으로 평가했던 것은 금국 정벌이라는 주장 때문이며, 조선의 독립 의지를 키우기 위해서라도 민족 자주적인 입장에 선 사례를 찾고자 했다는 것이다. 신채호의 기대와 달리 묘청 세력의 금국 정벌 주장은 실현은 거의 힘들었으며, 기병강국이던 금나라를 보병 위주의 고려군이 공격하여 성과를 내기는 힘들다고 주장했다. 방어자 입장에서는 전통력으로 산성 중심으로 적 기병대의 충격력과 기동력을 무력화시킬 수 있었기 때문에 방어가 가능했으나, 만주로 공격을 하게 된다면 우수한 기병대가 절대 부족했던 고려가 만주 일대의 평원에서 치러지는 전투에서는 절대 불리할 것이란 주장이다. 

## 영향
묘청의 난이 진압된 뒤 고려사회는 표면상 평온을 되찾았으나, 이 반란이 고려사회에 끼친 영향은 컸다.
우선 권력구조에서 서경의 지위가 크게 격하되었다. 이와 함께 고려 권력구조의 균형이 깨졌다. 즉 서경 세력은 개경의 문신 귀족 세력을 견제하는 역할을 담당하여 왔는데, 서경 세력의 쇠퇴는 개경의 문신 귀족 세력의 독주를 가능하게 하였으며, 문신(文臣)의 위신을 높이고 무신(武臣)을 멸시하는 풍조를 낳게 하여 후에 무신의 난을 유발하는 한 원인이 되었다.
그리하여 문신 귀족 세력은 더욱 득세하게 되어 왕권마저 능멸하는 풍조가 널리 퍼지게 되었다. 이자겸의 난을 극복했던 것을 계기로 새로운 정치 질서를 수립할 수 있었던 기회를 인종은 인재 기용의 실패로 놓쳤던 것이다. 결국 뒤이어 왕위에 오른 의종은 무신의 난으로 인해 정상적인 정치체제가 붕괴되기에 이르게 된다. 인재 기용의 실패로 왕권은 땅에 떨어지게 된 것이다.
당시 문신 귀족사회가 안고 있던 정치적·사회적·경제적인 모순과 폐단은 뒤에 무신정변을 일으키게 하는 원인이 되었던 것이다.

## 같이 보기
- 묘청
- 정지상
- 윤언이
- 김부식
- 분사 제도
- 칭제건원
- 무신 정권